# آندره بونن
آندره بونن (فرانسوی: André Bonin‎; ۹ مارس ۱۹۰۹ – ۷ سپتامبر ۱۹۹۸) شمشیرباز اهل فرانسه بود.
وی در مسابقات کشوری و بین‌المللی در مجموع برندهٔ ۱ مدال طلا شده‌است.